# Diaporthe conjuncta
Diaporthe conjuncta är en svampart som först beskrevs av Christian Gottfried Daniel Nees von Esenbeck, och fick sitt nu gällande namn av Karl Wilhelm Gottlieb Leopold Fuckel 1870. Diaporthe conjuncta ingår i släktet Diaporthe och familjen Diaporthaceae.  Arten är reproducerande i Sverige. Inga underarter finns listade i Catalogue of Life.